# Schaff-Herzog Encyclopedia of Religious Knowledge
A Schaff-Herzog Encyclopedia of Religious Knowledge é uma enciclopédia religiosa (primeira edição: 1882-84; terceira edição: 1891; novas edições publicadas em treze volumes 1908-1914). Versa temas relacionados com o cristianismo, essencialmente sob um ponto de vista do protestantismo.
Editada pelo Reverendo Philip Schaff (1819-1893) na sua versão em língua inglesa, foi baseada em edições da Realencyklopädie für protestantische Theologie und Kirche, em língua alemã, criada por Johann Jakob Herzog (1805-1882).  Uma nova edição teve significativas melhorias, sendo baseada na terceira edição da Realencyklopädie, editada por Albert Hauck.
Desde 2004, o texto de 1914 encontra-se em domínio público (podendo desta maneira ser incorporada em outros trabalhos, podendo também ser modificada e/ou traduzida, comercializada e/ou distribuida livremente). A Christian Classics Ethereal Library digitalizou o trabalho e disponibilizou-o na internet.